# 體外膜氧合

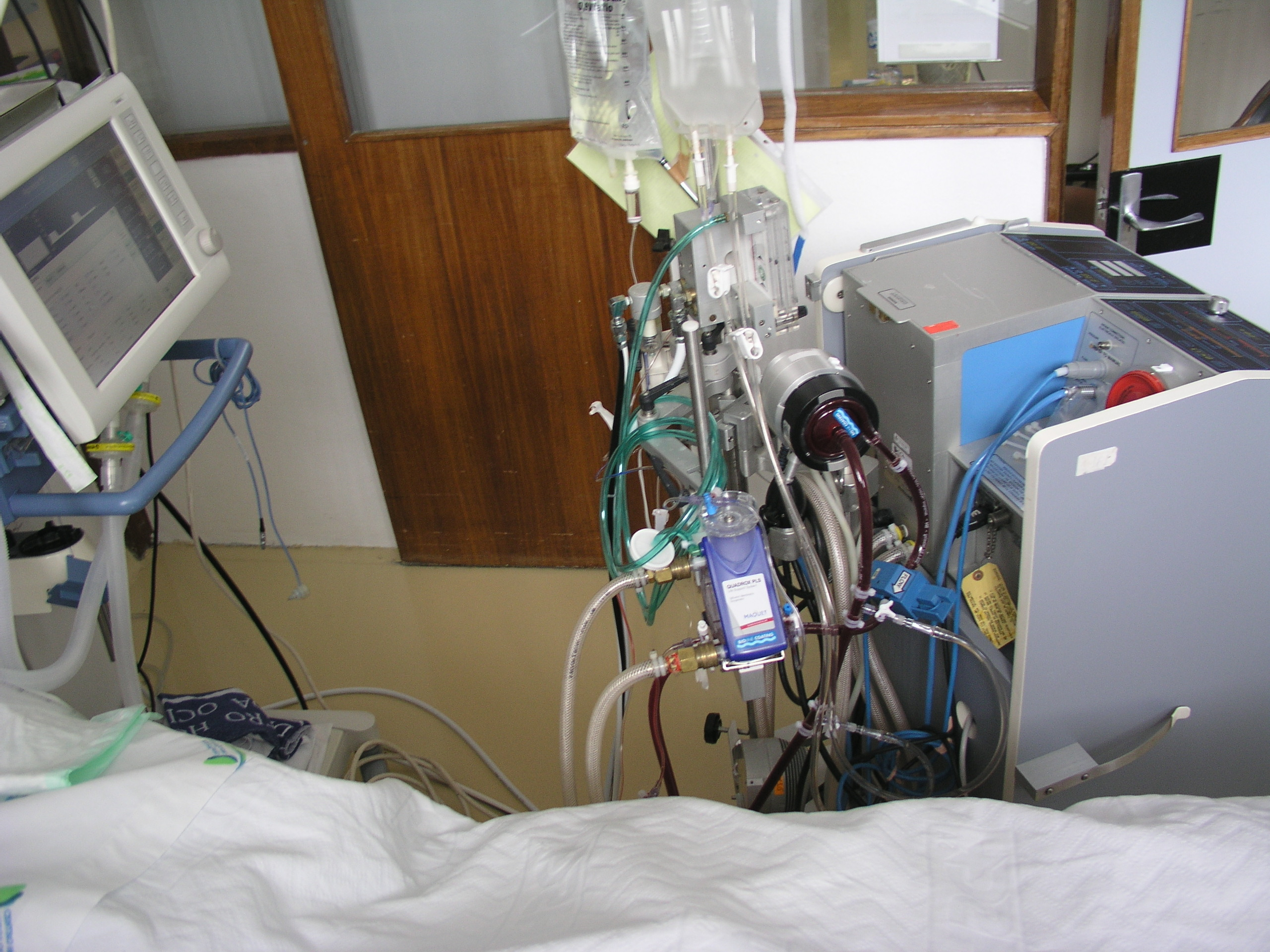
葡萄牙里斯本Santa Cruz醫院加護病房的ECMO。

体外膜氧合（extra-corporeal membrane oxygenation，ECMO），是一種醫療或急救技術，属于一种体外生命支持（extracorporeal life support，ECLS），其将静脉血引出体外，经过特殊材质的人工“心肺旁路”（cardiopulmonary bypass）氧合后注入患者动脉或静脉系统，起到部分心肺替代作用，可维持人体脏器组织氧合血供。
ECMO有许多异名，香港稱人工心肺，台湾音譯稱葉克膜，中國大陸稱体外膜氧合、体外膜肺氧合。
ECMO主要源于心肺转流（CPB），两者皆属一种体外循环，且也都采用了膜式氧合器（membrane oxygenator）。膜式氧合器俗称“人工肺”、“膜肺”，其为一种能进行血气交换的一次性使用的体外循环人工装置。ECMO 与 CPB 与虽然原理相同，但在应用目的、持续时间、设计原理和临床使用场景上存在差异。
ECMO临床上用于心脏功能不全和（或）呼吸功能不全的支持，例如：重度心力衰竭、重度呼吸衰竭、重度心肺衰竭、心脏外科或胸腔外科手术。
ECMO為約翰·吉本在1950年代發明，而克拉伦斯·沃尔顿·李拉海繼續開發，直到1972年才由美國密西根大學醫學院的外科醫生羅伯特·巴列特首次成功利用。
ECMO除了能暫時替代患者的心肺功能，減輕患者心肺負擔之外，也能為醫療人員爭取更多救治時間。ECMO用於孩童患者因容易產生併發症，所以可用輔助期一般僅約一週至十數日而已，而用於成人患者的輔助期則較長。ECMO使用指導及規範由相關領域專家成立的體外維生支持組織來規範及訂立醫療指導原則。

## 研发历史
ECMO最早於1950年代由約翰·吉本發明，及克拉伦斯·沃尔顿·李拉海繼續開發。由于初期纯粹机械式的体外支持系统并不成熟，李拉海采用了以活体人类为患者充当体外支持系统的大胆实验，并在1965年第1次用於新生嬰兒上來验證它的效果。1972年，美國密西根大學外科醫生羅伯特·巴列特首次成功應用在急性呼吸窘迫症患者的治療，羅伯特·巴列特被稱為「葉克膜之父」。
從2020年2月初開始，中國開始使用人工心肺作爲延長嚴重急性呼吸綜合症冠狀病毒2型（英語：SARS-CoV-2）治療黃金時間的手段之一。當患者單依靠人工換氣但血氧水平仍然過低，且無法維持患者的生命時考慮使用。初步報告顯示，在已經使用的大約3%的嚴重病例中，可以有助於恢復患者的血氧飽和度，并且減少死亡人數。對於危重病人，死亡率可以從傳統療法的約59-71%降低到約46%。2021年3月《洛杉磯時報》的封面介紹人工心肺對一個極具挑戰性的COVID病人的療效。2021年2月，三名患有COVID-19"非常嚴重"病例的以色列孕婦接受了人工心肺治療。

### 結果
早期的研究表明，使用人工心肺對急性呼吸衰竭患者的生存有好處，特別是在急性呼吸窘迫綜合徵的情況下。體外生命支持組織記錄的一個登記冊中，有近51,000人接受過人工心肺治療。報告稱接受人工心肺的治療后，新生兒呼吸衰竭的存活率為75%，小兒呼吸衰竭的存活率為56%，成人呼吸衰竭的存活率為55%。其他觀察性和無控制變量的臨床試驗報告中也計算出50-70%的存活率。這些報告的存活率均優於歷史上其他治療方案的存活率。儘管人工心肺在嚴重程度不同，或者死亡率不同的疾病上均有使用，但是提早就醫，及早使用仍是防止病情惡化和提高存活率的關鍵。
在英國，靜脈-靜脈人工心肺的使用集中在指定的人工心肺中心，以集中資源提供更專業的護理環境以改善治療素質。

## 構造

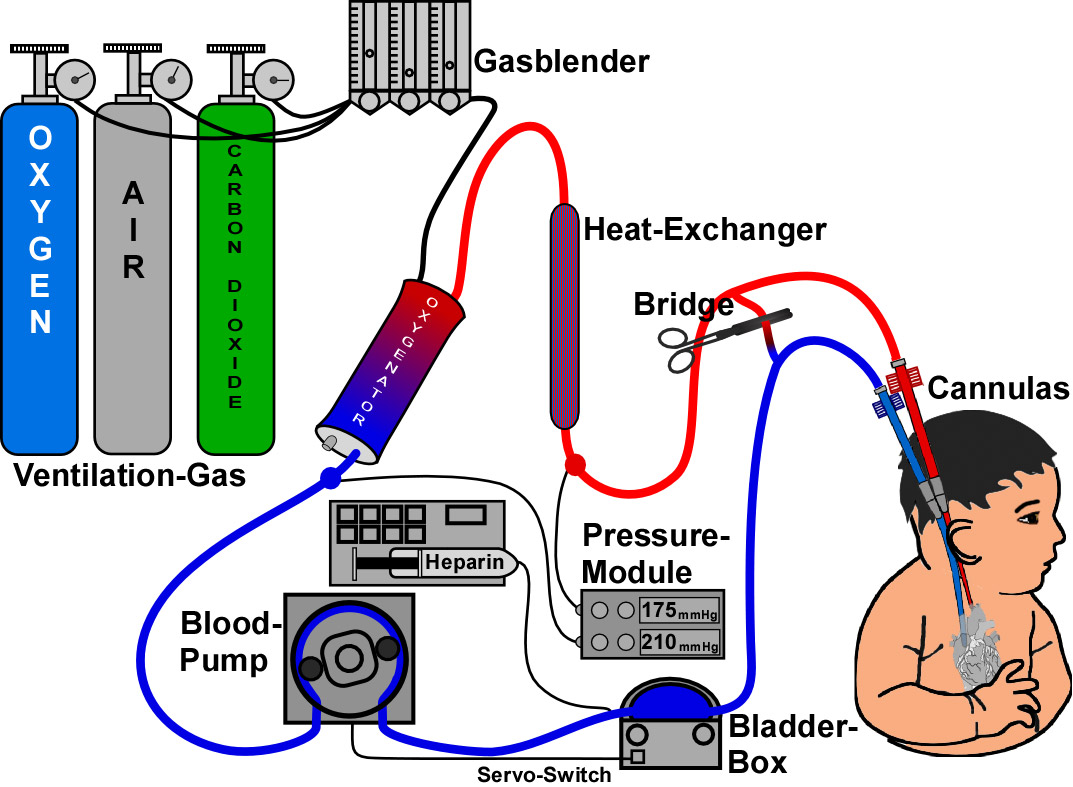
ECMO略圖

ECMO由：
- 血液
- 膜式氧合器
- 氣體混合器
- 加熱器
- 各種動靜脈導管與監視器

等部件所構成，其中血液幫浦和氧合器為ECMO核心部件，血液幫浦扮演代替患者心臟，氧合器則扮演代替肺臟的功能。

### 類型
ECMO的種類可分為靜脈-靜脈（veno-venous，縮寫VV）和靜脈-動脈（veno-arterial，縮寫VA）兩種。
- VV型：代替肺臟呼吸機能，只用於肺部疾病。
- VA型：除代替肺臟呼吸機能之外，也能代替心臟的血液循環機能。

## 副作用和并发症
ECMO的各種設定、及各種併發症的處理方法直接關係到病人的存活率。病人安裝的時間越長、越考驗相關專業人員的能力及經驗。

### 神经系统
接受人工心肺治疗的成年人的一个常见后果是神经系统损伤，其中可能包括脑内出血、蛛网膜下腔出血、大脑易感区域的缺血性梗塞、缺氧缺血性脑病、不明原因的昏迷和脑死亡 。这是由于使用者必須要持續輸注肝素，和血小板功能紊乱所引起的。缜密的手术技术和盡量保持血小板数大于100,000/mm3，并保持目标激活凝血时间，可减少出血的可能性。

### 血液
- 血栓
- 出血
- 溶血
- 末端肢體缺血造成截肢
- 肝素诱导的血小板减少症（英语：Heparin-induced thrombocytopenia）（HIT）在接受人工心肺的人發病幾率明顯增多。当怀疑有HIT时，通常用非肝素抗凝剂取代肝素输注[24]。

只要使用股动脉和股静脉进行VA（静脉-动脉）人工心肺，降主动脉中就会有逆行血流。如果不能保持左心室的输出量，就会出现血液瘀滞，可能會形成血栓。

### 桥式辅助设备
在VA-ECMO中，那些心功能没有充分恢复，而不可以从人工心肺中脱离的人，被桥接到心室辅助设备（VAD）或移植上時，插管可能会引發各种并发症，包括血管穿孔出血、主動脈剝離、远端肢體缺血和插管位置不正确。

### 儿童
早产儿如果在胎龄小于32周时實施人工心肺，其发生脑室内出血（IVH）的风险會十分高。

### 感染
在使用人工心肺期间，在医院感染的发生率为10-12%（与其他危重病人相比更高）。凝固酶阴性葡萄球菌、白色念珠菌属、肠杆菌属和绿脓杆菌是最常見的致病病原体。呼吸机相关肺炎在使用人工心肺的患者中发病率十分高（24.4例/1000ECMO天），其中肠杆菌属占主要。感染风险與使用時間成正比，是发生感染的最重要风险因素。其他容易发生感染的人工心肺特定因素包括人工心肺患者的病情严重程度、细菌从肠道转移的风险和人工心肺相关的免疫系统损伤。另一个醫生需要十分注意的是导管、人工心肺插管和氧合器的微生物群數量。

## 禁忌症
大多数禁忌症是相对的，平衡了手术的风险和潜在的好处。相对禁忌症包括
- 如果患者康复，与正常生活不相容的疾病
- 影响生活品質的原有疾病（例如CNS状态、晚期恶性肿瘤、抗凝血的全身性出血风险）
- 年龄和体型
- 无药可救：病情太重，接受常规治疗时间太长，或有致命诊断的人。

## 相關議題
隨著醫學的進步，許多因使用ECMO而引發的併發症也更進一步得到有效克服，技術更加成熟，應用範圍也擴及重度昏迷的急難傷病，而ECMO團隊也會面臨無效醫療的倫理問題。

### 台灣
台灣針對ECMO的技術引進，臺大醫院朱樹勳醫師帶領團隊在1994年8月完成第一例的安裝。該院曾經有病人在2008年1月30日創下使用ECMO 117日後再移除的成功復原紀錄。